# NHL Championship Finals 1919
Le National Hockey League Championship Finals 1919 sono state la serie conclusiva della stagione 1918-1919 della National Hockey League. La sfida si è tenuta tra il 22 febbraio e il 6 marzo 1919 e ha visto la vittoria dei Montréal Canadiens, che in 5 gare hanno battuto gli Ottawa Senators per 4-1.
Come vincitore del campionato NHL, i Montréal Canadiens hanno ottenuto il diritto di partecipare alle successive Stanley Cup Finals sfidando i Seattle Metropolitans, campioni del campionato PCHA.

## Squadre partecipanti
- Montréal Canadiens (campioni)
- Ottawa Senators

## Formato
Stante il ritiro dal campionato dei Toronto Arenas, la lega ha stabilito automaticamente che le restanti 2 squadre, i Montréal Canadiens e gli Ottawa Senators, accedessero automaticamente alle NHL Championship Finals.
Il regolamento prevedeva (a differenza della stagione precedente) la disputa di una serie al meglio delle 7 gare; per la prima volta, il formato che attualmente è ancora in vigore per tutte le sfide di playoff NHL è stato adottato proprio in questa stagione.

## NHL Championship Finals

### Montréal Canadiens – Ottawa Senators
I Montréal Canadiens e gli Ottawa Senators hanno ottenuto l'accesso alle Championship Finals per decisione della lega dopo il ritiro della terza squadra partecipante al campionato, i Toronto Arenas. Si è trattato del secondo confronto ai playoff tra queste due squadre, dato che l'unico precedente risaliva alla finale del campionato NHA 1916-1917, dove i Canadiens si erano imposti nelle due gare della serie per 7-6. Durante la regular season, Canadiens e Senators si sono affrontate per 9 volte, con 4 vittorie per i Canadiens e 5 per i Senators.
Con l'assenza della stella dei Senators, Frank Nighbor, a causa di un lutto familiare, i Canadiens sono riusciti a portarsi nella serie per 3-0. In Gara 4 i Senators riaprono momentaneamente i giochi con una vittoria casalinga per 6-3, in una partita che ha visto il lancio di oggetti contro Bert Corbeau (giocatore dei Canadiens) da parte dei tifosi di Ottawa, colpevole di aver colpito duramente il loro giocatore Jack Darragh. In Gara 5, tuttavia, i Canadiens hanno chiuso definitivamente la serie aggiudicandosi il titolo di campioni NHL della stagione 1918-1919 e acquisendo il diritto di sfidare i Seattle Metropolitans nelle Stanley Cup Finals (campioni, questi ultimi del campionato PCHA 1918-1919).
Nel 1921, una volta che la NHL è venuta in possesso della O'Brien Cup (il trofeo assegnato dalla sospesa NHA, la lega progenitrice della NHL), il nome dei Canadiens è stato inciso sulla coppa in ricordo di questa vittoria.

#### Riepilogo serie
| Squadra 1          | Totale | Squadra 2       | Gara 1 | Gara 2 | Gara 3 | Gara 4 | Gara 5 | Gara 6 | Gara 7 |
| ------------------ | ------ | --------------- | ------ | ------ | ------ | ------ | ------ | ------ | ------ |
| Montreal Canadiens | 4–1    | Ottawa Senators | 8–4    | 5–3    | 6–3    | 3–6    | 4–2    |        |        |

#### Risultati

##### Gara 1
| Arbitri: | Jack Marshall Harry Hyland |

| |            | |
| 1° periodo D. Pitre (1) 02:25 nessun assist 2° periodo O. Cleghorn (1) 05:05 J. McDonald (1) O. Cleghorn (2) 08:35 J. McDonald (2) N. Lalonde (1) 19:10 J. Malone (1) 3° periodo N. Lalonde (2) 01:35 O. Cleghorn (1) J. Malone (1) 14:25 L. Berlinguette (1) J. Malone (2) 14:30 nessun assist N. Lalonde (3) 15:05 J. Malone (2) | Marcatori  | 1° periodo 03:35 (1) C. Denneny (1) P. Broadbent 05:05 (1) H. Cameron nessun assist 2° periodo 19:53 (1) J. Darragh (1) S. Cleghorn 3° periodo 11:40 (2) J. Darragh nessun assist |
| (3 min – minor) O. Cleghorn (3 min – minor) N. Lalonde (3 min – minor) N. Lalonde (3 min – minor) N. Lalonde (3 min – minor) D. Pitre | Penalità   | P. Broadbent (minor – 3 min) C. Denneny (minor – 3 min) |
| Georges Vezina (G) 1 Bert Corbeau (D) 2 Joe Hall (D) 3 Newsy Lalonde (C) 4 Didier Pitre (R) 5 Odie Cleghorn (R) 6 Joe Malone (C) 7 Louis Berlinguette (L) 8 Billy Coutu (D) 9 Jack McDonald (L) 10 | Formazioni | 1 (G) Clint Benedict 2 (D) Sprague Cleghorn 3 (D) Harry Cameron 4 (D) Georges Boucher 5 (L) Eddie Gerard 6 (R) Jack Darragh 7 (R) Punch Broadbent 8 (L) Cy Denneny                |
| Newsy Lalonde | Allenatori | Alf Smith |

##### Gara 2
| Arbitri: | Harvey Pulford Charlie McKinley |

| |            | |
| 1° periodo nessun goal 2° periodo H. Cameron (2) 04:00 C. Denneny (1) G. Boucher (1) 19:00 nessun assist 3° periodo C. Denneny (2) 18:00 nessun assist             | Marcatori  | 1° periodo nessun goal 2° periodo 05:00 (3) J. Malone (1) B. Corbeau 10:00 (4) J. Malone nessun assist 3° periodo 01:00 (3) O. Cleghorn (2) L. Berlinguette 06:00 (4) O. Cleghorn nessun assist 10:00 (5) O. Cleghorn (1) N. Lalonde |
| (3 min – minor) G. Boucher (major) P. Broadbent (3 min – minor) P. Broadbent (3 min – minor) P. Broadbent (3 min – minor) S. Cleghorn                              | Penalità   | L. Berlinguette (minor – 3 min) L. Berlinguette (minor – 3 min) B. Corbeau (major) B. Coutu (major) J. Hall (minor – 3 min) N. Lalonde (minor – 3 min) D. Pitre (minor – 3 min)                                                      |
| Clint Benedict (G) 1 Sprague Cleghorn (D) 2 Harry Cameron (D) 3 Georges Boucher (D) 4 Eddie Gerard (L) 5 Jack Darragh (R) 6 Punch Broadbent (R) 7 Cy Denneny (L) 8 | Formazioni | 1 (G) Georges Vezina 2 (D) Bert Corbeau 3 (D) Joe Hall 4 (C) Newsy Lalonde 5 (R) Didier Pitre 6 (R) Odie Cleghorn 7 (C) Joe Malone 8 (L) Louis Berlinguette 9 (D) Billy Coutu 10 (L) Jake McDonald                                   |
| Alf Smith | Allenatori | Newsy Lalonde |

##### Gara 3
| Arbitri: | Harry Hyland Jack Marshall |

| |            | |
| 1° periodo N. Lalonde (4) 11:35 nessun assist N. Lalonde (5) 15:35 B. Coutu (1) 2° periodo N. Lalonde (6) 02:15 nessun assist D. Pitre (2) 07:15 nessun assist N. Lalonde (7) 14:25 nessun assist 3° periodo N. Lalonde (8) 17:45 nessun assist | Marcatori  | 1° periodo 2° periodo 08:00 (1) P. Broadbent nessun assist 12:30 (1) E. Gerard nessun assist 3° periodo 08:35 (2) P. Broadbent nessun assist                       |
| (3 min – minor) B. Corbeau (3 min – minor) J. Hall (3 min – minor) J. Hall (3 min – minor) J. Malone | Penalità   | P. Broadbent (major) S. Cleghorn (minor – 3 min) C. Denneny (minor – 3 min)                                                                                        |
| Georges Vezina (G) 1 Bert Corbeau (D) 2 Joe Hall (D) 3 Newsy Lalonde (C) 4 Didier Pitre (R) 5 Odie Cleghorn (R) 6 Joe Malone (C) 7 Louis Berlinguette (L) 8 Billy Coutu (D) 9 Jake McDonald (L) 10                                              | Formazioni | 1 (G) Clint Benedict 2 (D) Sprague Cleghorn 3 (D) Harry Cameron 4 (D) Georges Boucher 5 (L) Eddie Gerard 6 (R) Jack Darragh 7 (R) Punch Broadbent 8 (L) Cy Denneny |
| Newsy Lalonde | Allenatori | Alf Smith |

##### Gara 4
| Arbitri: | Harvey Pulford Art Ross |

| |            | |
| 1° periodo E. Gerard (2) 09:00 C. Denneny (2) 2° periodo C. Denneny (3) 07:00 nessun assist H. Cameron (3) 11:00 F. Nighbor (1) S. Cleghorn (1) 15:00 P. Broadbent (2) 3° periodo E. Gerard (3) 08:00 F. Nighbor (2) G. Boucher (2) 12:00 nessun assist | Marcatori  | 1° periodo 11:00 (9) N. Lalonde (1) D. Pitre 19:00 (6) O. Cleghorn nessun assist 2° periodo 18:00 (10) N. Lalonde (2) D. Pitre 3° periodo                                                                                                |
| 1° periodo (3 min – minor) H. Cameron (3 min – minor) H. Cameron 2° periodo (3 min – minor) G. Boucher (3 min – minor) E. Gerard 3° periodo (3 min – minor) G. Boucher (3 min – minor) P. Broadbent (3 min – minor) P. Broadbent                        | Penalità   | 1° periodo J. Hall (major) J. Hall (minor – 3 min) 2° periodo J. Hall (minor – 3 min) N. Lalonde (minor – 3 min) J. McDonald (minor – 3 min) 3° periodo L. Berlinguette (minor – 3 min) B. Coutu (minor – 3 min) J. Hall (minor – 3 min) |
| Clint Benedict (G) 1 Sprague Cleghorn (D) 2 Harry Cameron (D) 3 Georges Boucher (D) 4 Eddie Gerard (L) 5 Jack Darragh (R) 6 Punch Broadbent (R) 7 Cy Denneny (L) 8 Frank Nighbor (C) 9                                                                  | Formazioni | 1 (G) Georges Vezina 2 (D) Bert Corbeau 3 (D) Joe Hall 4 (C) Newsy Lalonde 5 (R) Didier Pitre 6 (R) Odie Cleghorn 7 (C) Joe Malone 8 (L) Louis Berlinguette 9 (D) Billy Coutu 10 (L) Jake McDonald                                       |
| Alf Smith | Allenatori | Newsy Lalonde |

##### Gara 5
| Arbitri: | Harry Hyland Jack Marshall |

| |            | |
| 1° periodo N. Lalonde (11) 04:10 D. Pitre (3) 2° periodo J. Malone (5) 14:10 N. Lalonde (2) 3° periodo B. Corbeau (1) 01:40 L. Berlinguette (3) O. Cleghorn (7) 10:00 J. McDonald (3)              | Marcatori  | 1° periodo nessun goal 2° periodo 02:10 (4) H. Cameron nessun assist 3° periodo 05:10 (2) S. Cleghorn nessun assist                                                               |
| 1° periodo (3 min – minor) B. Corbeau (3 min – minor) B. Corbeau (3 min – minor) B. Corbeau (3 min – minor) J. Hall 2° periodo nessuna penalità 3° periodo nessuna penalità                        | Penalità   | 1° periodo P. Broadbent (minor – 3 min) S. Cleghorn (minor – 3 min) J. Darragh (minor – 3 min) F. Nighbor (minor – 3 min) 2° periodo nessuna penalità 3° periodo nessuna penalità |
| Georges Vezina (G) 1 Bert Corbeau (D) 2 Joe Hall (D) 3 Newsy Lalonde (C) 4 Didier Pitre (R) 5 Odie Cleghorn (R) 6 Joe Malone (C) 7 Louis Berlinguette (L) 8 Billy Coutu (D) 9 Jake McDonald (L) 10 | Formazioni | 1 (G) Clint Benedict 2 (D) Sprague Cleghorn 3 (D) Harry Cameron 4 (D) Georges Boucher 5 (L) Eddie Gerard 6 (R) Jack Darragh 7 (R) Punch Broadbent 8 (L) Cy Denneny                |
| Newsy Lalonde | Allenatori | Alf Smith |

## Statistiche
Fonte: Hockey Reference

### Statistiche individuali

#### Skaters
| Pos | Giocatore          | Squadra            | GP | G  | A | PIM | P  |
| --- | ------------------ | ------------------ | -- | -- | - | --- | -- |
| 1.  | Newsy Lalonde      | Montreal Canadiens | 5  | 11 | 2 | 15  | 13 |
| 2.  | Odie Cleghorn      | Montreal Canadiens | 5  | 7  | 1 | 3   | 8  |
| 3.  | Joe Malone         | Montreal Canadiens | 5  | 5  | 2 | 3   | 7  |
| 4.  | Cy Denneny         | Ottawa Senators    | 5  | 3  | 2 | 6   | 5  |
| 5.  | Didier Pitre       | Montreal Canadiens | 5  | 2  | 3 | 6   | 5  |
| 6.  | Punch Broadbent    | Ottawa Senators    | 5  | 2  | 2 | 28  | 4  |
| 7.  | Harry Cameron      | Montreal Canadiens | 5  | 4  | 0 | 6   | 4  |
| 8.  | Louis Berlinguette | Ottawa Senators    | 5  | 0  | 3 | 9   | 3  |
| 9.  | Sprague Cleghorn   | Ottawa Senators    | 5  | 2  | 1 | 9   | 3  |
| 10. | Eddie Gerard       | Ottawa Senators    | 5  | 3  | 0 | 3   | 3  |
| 11. | Jack McDonald      | Montreal Canadiens | 5  | 0  | 3 | 3   | 3  |

#### Goaltenders
| Pos | Giocatore      | Squadra            | GP | Mins | W | L | GA | SO | GAA  |
| --- | -------------- | ------------------ | -- | ---- | - | - | -- | -- | ---- |
| 1.  | Georges Vezina | Montreal Canadiens | 5  | 300  | 4 | 1 | 18 | 0  | 3.60 |
| 2.  | Clint Benedict | Ottawa Senators    | 5  | 300  | 1 | 4 | 26 | 0  | 5.20 |